# 霸王鐵金剛
《霸王鐵金剛》（英語：The Man Who Would Be King），1975年上映，是描述19世紀初期兩名英國老兵在英屬印度西北邊境外冒險犯難的故事，由諾貝爾文學獎得主魯德亞德·吉卜林的英文同名小說改編而成。

## 劇情概要
在1885年的印度，記者魯德亞德·吉卜林（克里斯多夫·普拉瑪飾）深夜在報社工作時，一名衣衫襤褸的男子走進報社，向他自稱是舊識「比奇·加利文」，並憶述自己與戰友「丹尼·德維托」在三年前穿越印度前往卡菲爾斯坦的故事。
丹尼·德維托（史恩·康納萊飾）和比奇·加利文（米高·肯恩飾）是19世紀初英國駐印度部隊中的一對老兵，退役後並未返回英國，而是計劃取道開伯爾山口前往古代亞歷山大大帝曾一度征服、之後與世隔絕的卡菲爾斯坦地區，並憑藉豐富的作戰經驗以及現代化的來福槍，征服當地落後土邦，從而當上國王。二人當初因為曾偷取共濟會成員吉卜林的懷錶，因緣際會結識了吉卜林，於是告訴對方有關計劃。吉卜林在勸阻二人不果後，給予丹尼共濟會標飾作為兄弟情誼的象徵。
兩人準備了二十支來福槍，配備彈藥和足夠的補給品，帶著驢子踏上征途，在歷盡艱辛翻越雪山後，抵達卡菲爾斯坦地區的一個河谷。在途中二人認識了遠征阿富汗生還的廓爾喀士兵比利·菲什（賽義德·賈弗里飾），透過比利作為傳譯，取得受侵擾部落及其酋長的信任，並在一場部族間的戰鬥中以強大的火力擊退僅有刀槍弓箭等落後武器的侵襲者。三人將部落中的男子訓練成現代化的英式軍隊，然後帶領這支部隊開始征戰各部落。
在一場以寡敵眾而居於劣勢的戰鬥中，騎在馬上的丹尼胸前中了一箭，但因被子彈帶擋住而未受傷。不知情的己方部落和敵人看到他中箭未倒且仍英勇作戰，因而大為震驚，以為他是神明下凡，於是紛紛伏地而拜。自此，丹尼被尊為國王，並在其帶領下，逐漸征服並統一各部落。
當地聖城「西坎德古爾」（Sikandergul）僧侶們得知此事，便派人邀他們前去位於聖城高山上的神廟見面。起初僧侶們質疑長相不同的外地人不可能是神明，打算在神廟前向丹尼射箭，以驗證他是否不會流血的神明。在拉扯過程中，眾人發現丹尼胸前佩戴的共濟會飾物圖案竟然與古代「西坎德」（Sikander，即亞歷山大大帝）創立神廟時所刻下的圖騰相同，便相信他是神明「西坎德」預言要降世的兒子。於是丹尼正式加冕成為卡菲爾斯坦的國王。 　　
在此期間，部落和僧侶向丹尼展示屬於神明和國王的財富。比奇預備在山口積雪融化後，帶著金銀珠寶返回文明世界享受人生；但是丹尼卻自大地認為自己命中註定要當這裡的國王，因而不肯離去。
丹尼看上了當地一位美女，剛巧與亚历山大的首位王后「罗克珊娜」同名（夏奇拉·肯恩飾）。丹尼要娶罗克珊娜為王后的決定引起了僧侶的懷疑，他們認為真正的神明不可能與凡人結合，新娘亦深恐與神明結合會遭天火焚身。在神廟舉行的婚禮上，當丹尼企圖吻向新娘時，她掙扎著咬傷了丹尼的面頰，傷口流出的血讓眾人認清丹尼只是凡人，便群起攻擊想要抓住冒充神明的丹尼。丹尼與比奇的親兵寡不敵眾迅速落敗，親隨比利亦戰死。
二人被俘虜後，僧侶們對丹尼的懲罰是強迫他站在橫跨萬丈深谷的一座吊橋中央，在丹尼和比奇高唱英國軍歌聲中，僧侶用刀砍斷吊橋主索。丹尼掉落深谷，久久都聽不到墜地的聲音。比奇被迫目睹戰友被殺，之後雙手被釘在兩棵松樹上一日一夜，到了第二天早上眾人見他仍然活著，認為是奇蹟而放過了他。
比奇經歷巨大折磨後身心俱殘，歷經千辛萬苦，終於邊行乞邊回到印度。在說完自己的經歷後，比奇把隨身攜帶的小布包裹放在吉卜林辦公桌上並緩緩離去。吉卜林打開布包，發現是丹尼已經乾枯的頭顱，上面仍然戴著一頂閃閃發亮的王冠。 　　

## 中文片名
本片原名及原著小說名稱「The Man Who Would Be King」直譯為「要做國王的人」。電影在台灣以及香港上映時就各自有其譯名。前者使用的片名《大戰巴墟卡》出處不詳；後者使用的片名《霸王鐵金剛》，則源於主角史恩·康納萊所演過的007系列電影港譯慣例以「鐵金剛」起題。